# Emiliano Dumestre
Emiliano Dumestre es un destacado deportista uruguayo de la especialidad de Remo que fue campeón suramericano en Medellín 2010.

## Trayectoria
La trayectoria deportiva de Emiliano Dumestre se identifica por su participación en los siguientes eventos nacionales e internacionales:

### Juegos Suramericanos
Fue reconocido su triunfo de ser el primer deportista con el mayor número de medallas de la selección de  Uruguay en los juegos de Medellín 2010.

#### Juegos Suramericanos de Medellín 2010
Su desempeño en la novena edición de los juegos, se identificó por obtener un total de 2 medallas:

- , Medalla de oro: Remo Doble Peso ligero Hombres
- , Medalla de plata: Remo Cuádruple Hombres